# Puccinia moliniae
Puccinia moliniae är en svampart som beskrevs av Tul. & C. Tul. 1854. Puccinia moliniae ingår i släktet Puccinia och familjen Pucciniaceae.   Inga underarter finns listade i Catalogue of Life.